# The Ascension (catch)
Pour les articles homonymes, voir Ascension.
 (juin 2021).
Palmarès
1 fois NXT Tag Team Champions - Konnor et Viktor
The Ascension est une équipe de catcheurs heel travaillant à la World Wrestling Entertainment, une fédération de catch américaine. L'équipe se compose actuellement de Konnor et Viktor. En septembre 2015, l'équipe s'alliera à Stardust pour former une nouvelle alliance nommée The Cosmic Wasteland.

## Carrière

### World Wrestling Entertainment (2011-2019)

#### The Ascension originale (2011)
Le 28 août 2011, Ricardo Rodriguez annonce la formation d'un clan appelé The Ascension, avec Kenneth Cameron, Conor O'Brian, Tito Colon, et Raquel Diaz. Le premier match à inclure tous les membres du clan se déroule le 1er septembre 2011 ; Cameron, Colon et O'Brian, accompagné de Diaz, gagnent face à CJ Parker, Donny Marlow et Johnny Curtis. Le 30 septembre, ils ont un match pour le FCW Florida Tag Team Championship où Cameron et Colon affrontent CJ Parker et Donny Marlow qu'ils perdent.
En octobre, The Ascension ne s'associe désormais plus à Rodriguez, et la vidéo d'entrée de The Ascension ne met en vedette que les quatre membres du groupe sans Rodriguez. Diaz devient reine du FCW et prend ses distances avec le groupe. Cameron est le seul membre restant de The Ascension et continue d'utiliser ce gimmick lors de ses apparitions.

#### Formation de l'équipe The Ascension (2012)
Le 15 mars 2012, Cameron était accompagné par Conor O'Brian pour son match face à Byron Saxton, le match se termine par disqualification lorsque O'Brian perturbe le match. Cameron et O'Brian luttent en équipe sous le nom de The Ascension, et leur premier match se déroule le 23 mars alors qu'ils gagnent face à Jason Jordan et Xavier Woods. The Ascension subit sa première défaite pour le titre de FCW Tag Team Champions, face à Corey Graves et Jake Carter. Le 6 juin 2012, The Ascension fait ses débuts dans la sixième saison de WWE NXT, gagnant face à Mike Dalton et CJ Parker. Le 3 octobre 2012, à NXT, l'équipe remporte le match face à Justin Gabriel et Tyson Kidd. Le 30 novembre 2012, Cameron est libéré après son arrestation.

#### The New Ascension et NXT Tag Team Champions (2013-2014)
Conor O'Brian reforme The Ascension avec Rick Victor. Le 3 juillet, Rick Victor est accompagné de Conor O'Brian pour son match. Ils font leurs débuts en équipe le 24 juillet en battant Aiden English et Mickey Keegan. Le 21 août, ils gagnent contre Mickael Zaki et Ron Hicks. Le 18 septembre, ils perdent avec Leo Kruger et Tyler Breeze contre Adrian Neville, CJ Parker, Corey Graves et Xavier Woods dans un combat par équipe de quatre et ils ont quitté le match avant la fin du match avec Leo Kruger. Le 25 septembre ils deviennent les challengers pour le titre de champion de champion par équipe de la NXT en gagnant un four way gauntlet tag team match,. Le 2 octobre ils battent Adrian Neville et Corey Graves et remportent le Championnat par équipe de la NXT. Ils défendent avec succès leur titre dans un match revanche le 17 octobre. Le 6 novembre ils défendent encore une fois avec succès leur titre face à Jason Jordan et Mason Ryan. Lors de NXT: Arrival, ils battent Too Cool (Grand Master Sexay et Scotty 2 Hotty) et conservent leurs titres. 
Ils conservent à nouveau leurs titres lors du second pay-per-view de la NXT NXT Takeover en battant El Local et Kalisto. Ils perdent par la suite leurs NXT Tag Team Championship au profit de Sin Cara et Kalisto à NXT Takeover: Fatal 4 Way. Lors de ce même NXT Takeover, Viktor et Konnor s'attaquent à Funaki ce qui provoque une rivalité avec Hideo Itami.
Lors du Main Event du 9 septembre, ils débutent dans le Main Roster en battant Los Matadores.

#### Débuts à Raw et diverses rivalités (2014-2015)
Ils font leurs débuts lors de RAW du 29 décembre 2014 en battant les anciens WWE Tag Team Champions The Miz et Damien Mizdow. Lors du Royal Rumble ils battent The New Age Outlaws. Lors de Payback, ils battent "The Mega Powers" (Curtis Axel et Damien Sandow).

#### Smackdown Live (2015-2018)
Lors d'Elimination Chamber (2015), ils n'arrivent pas à remporter les titres par équipe de la WWE dans un Elimination Chamber match, qui incluaient The Prime Time Players, The Lucha Dragons, The New Day, Los Matadores et Tyson Kidd & Cesaro au profit des membres du New Day. Le 9 mai à SmackDown Live, ils perdent contre Breezango. Le 29 août à SmackDown Live, ils perdent contre Chad Gable et Shelton Benjamin. Le 2 novembre lors d'un Live Event à Dublin, The Ascension et The Bludgeon Brothers (Erick Rowan et Luke Harper) battent Breezango et The Colons. Le 25 novembre lors du Live Event Starrcade, Tye Dillinger, Sin Cara, Fandango, Tyler Breeze, et The Ascension perdent contre Rusev, The Colóns, The Bludgeon Brothers et Mike Kanellis. 
Le 6 février 2018 à SmackDown Live, ils perdent contre Chad Gable & Shelton Benjamin. Le 25 mars lors d'un Live de SmackDown Live, Sin Cara & The Ascension battent Primo, Mike Kanellis & Mojo Rawley. Le 8 avril à WrestleMania 34, ils perdent la bataille royale en mémoire d'Andre The Giant au profit de Matt Hardy en se faisant éliminer par Karl Anderson et Rhyno, ce match impliquait aussi The Revival, Curt Hawkins, Aiden English, The Miztourage, Apollo, Tye Dillinger, Breezango, R-Truth, Goldust, Primo Colon, Sin Cara, Luke Gallows, Baron Corbin, Dolph Ziggler, Titus O'Neil, Heath Slater, Shelton Benjamin, Chad Gable, Zack Ryder, Mojo Rawley, Kane et Mike Kanellis. 

#### Raw (2018-2019)
Le 16 avril lors du Superstar Shake-Up, The Ascension est officiellement transférée à Raw. Le 23 avril à Raw, ils perdent contre Bray Wyatt & Matt Hardy. Le 28 mai à Raw, ils perdent contre The Deleters of Worlds (Bray Wyatt et Matt Hardy),. Plus tard ils apparaissent lors du barbecue de la B-Team qui s'est terminé en bataille de nourriture. 
Le 4 juin à Raw, ils perdent une bataille royale déterminant les premiers aspirants aux titres par équipe de Raw au profit de la B-Team, ce match impliquait aussi The Revival, Breezango, The Titus Worldwide, Heath Slater & Rhyno et Drew McIntyre et Dolph Ziggler. Le 14 juin à Main Event, ils perdent face à The Titus Worldwide. Le 28 juin à Main Event, ils perdent avec Curt Hawkins contre Breezango et Bobby Roode. Le 5 juillet à Main Event, Konnor et Viktor battent Heath Slater & Rhyno. Le 16 juillet à Raw, ils perdent contre les nouveaux champions par équipe de Raw : The B-Team.
Le 26 juillet à Main Event, ils perdent contre Chad Gable et No Way Jose. Le 9 août à Main Event, The Ascension & Mike Kanellis perdent contre Heath Slater, Rhyno & Chad Gable. Le 16 août à Main Event, Konnor et Viktor perdent contre Heath Slater & Rhyno. 
Le 27 août à Raw, Konnor et Viktor perdent contre Bobby Lashley au cours d'un 2-on-1 handicap match.
Le 3 septembre à Raw, ils perdent contre Bobby Roode et Chad Gable. Plus tard dans la soirée, en compagnie d'une grande partie des heels de Raw, ils attaquent le Shield. La semaine suivante à Raw, ils perdent contre Bobby Roode & Chad Gable. Le 17 septembre à Raw, Gable bat Viktor. Après le match il est attaqué par Konnor. Le 8 octobre à Raw, Roode & Gable battent The Ascension. Après le match, les quatre hommes sont attaqués par AOP. 
Le 29 octobre à Raw, Konnor & Viktor perdent un triple threat tag team match impliquant AOP et Chad Gable & Bobby Roode au profit de ces deux derniers. 
Le 12 novembre à Raw, ils perdent une bataille royale déterminant les capitaines de l'équipe Raw pour le Survivor Series 10-on-10 Elimination Tag Team match aux Survivor Series au profit de Chad Gable & Bobby Roode. Ils seront cependant eux aussi dans l'équipe Raw. Ce match impliquait aussi The Lucha House Party, The Revival, The B-Team, Heath Slater & Rhyno. 
Le 18 novembre lors des Survivor Series (2018), ils perdent au cours d'un 10-on-10 Elimination match avec Bobby Roode & Chad Gable, The B-Team, The Lucha House Party et The Revival contre The Usos, The New Day, The Colóns, Gallows et Karl Anderson et SAnitY en se faisant éliminer par Big E. 
Le 21 janvier 2019 à Raw, ils perdent contre Heavy Machinery (Tucker Knight et Otis Dozovic). Le 4 mars à Raw, ils perdent de nouveau contre Heavy Machinery, cette fois-ci au cours d'un Tag Team Gauntlet match.

#### Renvoi (2019)
Le 8 décembre, la WWE annonce qu'elle a libéré les deux catcheurs de leur contrat.

### Circuit indépendant (2020-...)
En juin 2020, Big Kon et Vik ont révèle que leur nouveau nom d'équipe est The Awakening. 
En mars 2021, ils remportent les ARW Tag Team Championship contre The Headbangers.

## Membres du groupe
| Identité          | Période                          | Notes                          |
| ----------------- | -------------------------------- | ------------------------------ |
| Konnor            | 28 août 2011 – présent           | 1 fois NXT Tag Team Champion   |
| Viktor            | 12 septembre 2013 – présent      | 1 fois NXT Tag Team Champion   |
| Stardust          | 3 septembre 2015 – 21 mai 2016   | Leader de The Cosmic Wasteland |
| Kenneth Cameron   | 28 août 2011 – 30 novembre 2012  |                                |
| Tito Colon        | 28 août 2011 – 11 novembre 2011  |                                |
| Raquel Diaz       | 28 août 2011 – 17 novembre 2011  |                                |
| Ricardo Rodriguez | 28 août 2011 – 26 septembre 2011 |                                |

## Palmarès
- Atomic Revolutionary Wrestling
  - 1 fois ARW Tag Team Championship (actuels) - Big Kon et Vik

- World Wrestling Entertainment (WWE/NXT)
  - 1 fois NXT Tag Team Champions - Konnor et Viktor